# Chakkodige, Mudigere
Chakkodige là một làng thuộc tehsil Mudigere, huyện Chikmagalur, bang Karnataka, Ấn Độ.